# I Can't Give Everything Away
Singles de David Bowie
Lazarus
(décembre 2015) Life on Mars? (2016 Mix)
(novembre 2016)
I Can't Give Everything Away est une chanson de David Bowie parue en 2016 sur l'album Blackstar.
Il s'agit du troisième single extrait de l'album, après la chanson-titre et Lazarus. C’est le titre d’adieu qui conclut son ultime album. C'est aussi le premier single du chanteur paru après sa mort, le 10 janvier 2016.

## Musiciens
- David Bowie : chant, harmonica, boucle de batterie, chœurs
- Donny McCaslin : saxophone ténor, flûte en sol
- Ben Monder : guitare solo
- Jason Lindner (en) : claviers
- Tim Lefebvre (en) : basse
- Mark Guiliana : batterie[1]